# العلاقات الإسبانية الكونغوية
العلاقات الإسبانية الكونغوية هي العلاقات الثنائية التي تجمع بين إسبانيا وجمهورية الكونغو.

## مقارنة بين البلدين
هذه مقارنة عامة ومرجعية للدولتين:
| وجه المقارنة                                              | إسبانيا                                                                             | [[تصنيف:صفحات تستخدم رمز علم غير موجود\|]] جمهورية الكونغو |
| --------------------------------------------------------- | ----------------------------------------------------------------------------------- | ---------------------------------------------------------- |
| المساحة (كم2)                                             | 505.99 ألف                                                                          | 342.00 ألف                                                 |
| عدد السكان (نسمة)                                         | 46.73 مليون                                                                         | 5.26 مليون                                                 |
| الكثافة السكانية (ن./كم²)                                 | 92.35                                                                               | 15.38                                                      |
| العاصمة                                                   | مدريد                                                                               | برازافيل                                                   |
| اللغة الرسمية                                             | اللغة الإسبانية، اللغة الغاليسية، لغة بشكنشية، اللغة الكتالونية، اللغة الأوكسيتانية | لغة فرنسية                                                 |
| العملة                                                    | يورو، بيزيتا إسبانية                                                                | فرنك وسط أفريقي                                            |
| الناتج المحلي الإجمالي (بليون دولار)                      | 1.31 تريليون                                                                        | 8.72 مليار                                                 |
| الناتج المحلي الإجمالي (تعادل القوة الشرائية) بليون دولار | 1.77 تريليون                                                                        | 29.48 مليار                                                |
| الناتج المحلي الإجمالي الاسمي للفرد دولار أمريكي          | 28.16 ألف                                                                           | 1.85 ألف                                                   |
| الناتج المحلي الإجمالي للفرد دولار أمريكي                 | 38.00 ألف                                                                           |                                                            |
| مؤشر التنمية البشرية                                      | 0.876                                                                               | 0.591                                                      |
| رمز المكالمات الدولي                                      | +34                                                                                 | +242                                                       |
| رمز الإنترنت                                              | .es                                                                                 | .cg                                                        |
| المنطقة الزمنية                                           | ت ع م+01:00، ت ع م+02:00                                                            | ت ع م+01:00                                                |

## منظمات دولية مشتركة
يشترك البلدان في عضوية مجموعة من المنظمات الدولية، منها:
| علم المنظمة | اسم المنظمة                               | تاريخ انضمام إسبانيا | تاريخ انضمام جمهورية الكونغو |
| ----------- | ----------------------------------------- | -------------------- | ---------------------------- |
|             | البنك الدولي للإنشاء والتعمير             | 15 سبتمبر 1958       | 10 يوليو 1963                |
|             | يونسكو                                    | 30 يناير 1953        | 24 أكتوبر 1960               |
|             | منظمة التجارة العالمية                    | ?                    | ?                            |
|             | وكالة ضمان الاستثمار متعدد الأطراف        | 29 أبريل 1988        | 16 أكتوبر 1991               |
|             | البنك الإفريقي للتنمية                    | ?                    | ?                            |
|             | منظمة الشرطة الجنائية الدولية             | ?                    | ?                            |
|             | مؤسسة التمويل الدولية                     | 24 مارس 1960         | 1 أكتوبر 1980                |
|             | الأمم المتحدة                             | 14 ديسمبر 1955       | 20 سبتمبر 1960               |
|             | مؤسسة التنمية الدولية                     | 18 أكتوبر 1960       | 8 نوفمبر 1963                |
|             | الفريق المعني برصد الأرض                  | ?                    | ?                            |
|             | منظمة حظر الأسلحة الكيميائية              | ?                    | ?                            |
|             | المركز الدولي لتسوية المنازعات الاستشارية | 17 سبتمبر 1994       | 14 أكتوبر 1966               |

## وصلات خارجية
- موقع وزارة الخارجية الإسبانية